# Stromarkt

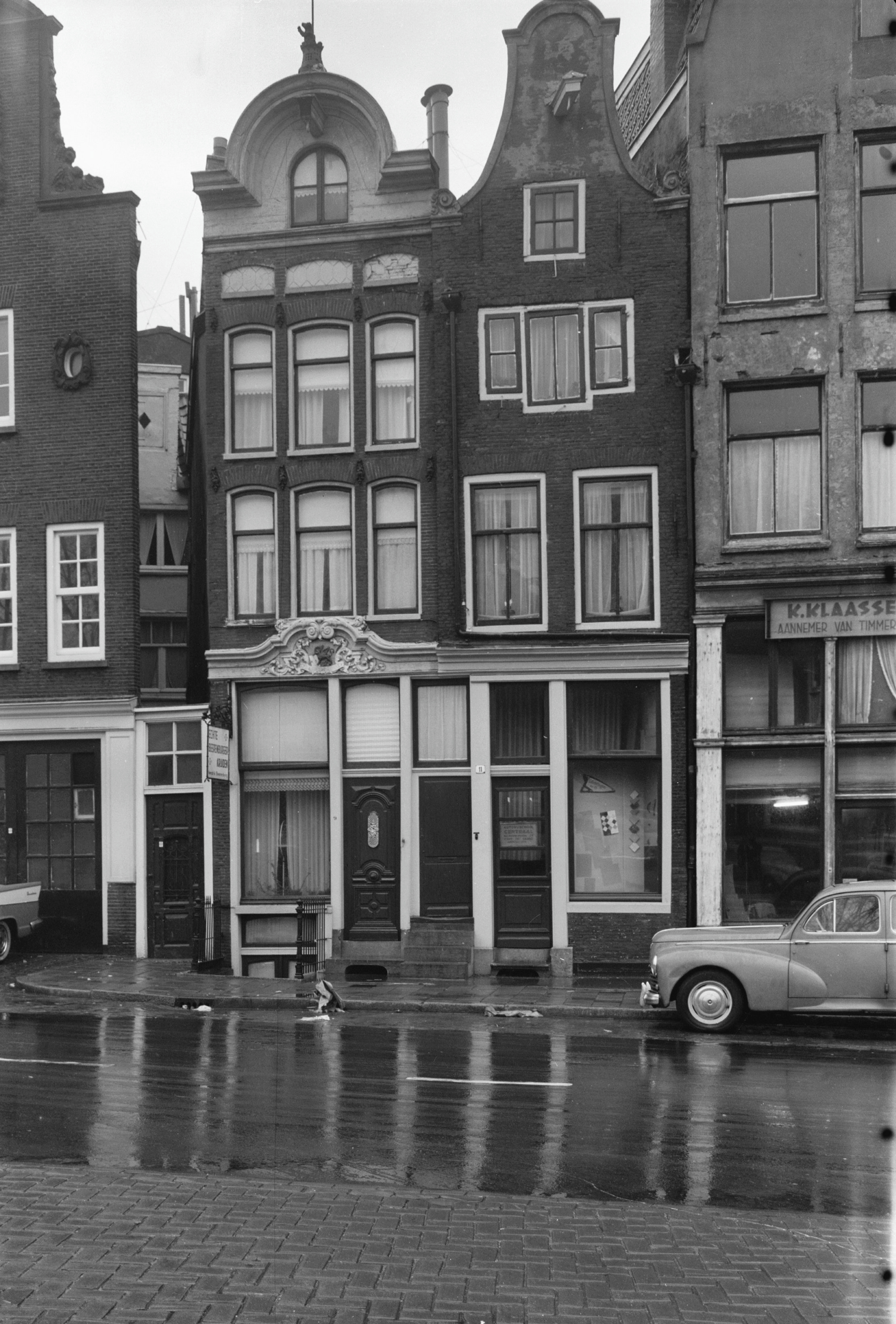
Rijksmonument aan de Stromarkt in 1963

De Stromarkt is een pleinvormige straat in Amsterdam-Centrum. Het plein ligt aan de oostzijde van het Singel daar waar de Brouwersgracht aan de overzijde in het Singel uitkomt. Aan de oostzijde gaat het plein bij de Smaksteeg over in het  Kattengat.
Aan het plein staan een aantal rijksmonumenten. Het plein kent evenals het Kattengat eenrichtingsverkeer richting het Singel.
Het plein is vernoemd naar de functie die dit pleinvormig stuk straat had in de 16e en 17e eeuw, een markt voor stro.